# Asagena pulcher
Asagena pulcher es una especie de araña del género Asagena, familia Theridiidae, orden Araneae. La especie fue descrita científicamente por Keyserling en 1884.
La especie se mantiene activa durante los meses de abril, mayo, junio, julio, agosto, septiembre y noviembre.

## Descripción
Los machos miden 2,8-5,8 milímetros de longitud y las hembras 3-8 milímetros.

## Distribución
Se distribuye por Estados Unidos y España.